# WWE Money in the Bank
Money in the Bank là sự kiện professional wrestling pay-per-view, được sản xuất hàng năm bởi WWE. Nó được đặt tên sau Money in the Bank ladder match, mà trước đây chỉ diễn ra tại WrestleMania. Money in the Bank ladder match bắt đầu tại WrestleMania 21 năm 2005. Trận đấu Money in the Bank sau đó được tổ chức tại 5 sự kiện WrestleMania tiếp theo, sau đó các trận đấu tách ra thành sự kiện pay-per-view của riêng mình bắt đầu vào năm 2010.
Từ năm 2010 đến năm 2013, sự kiện này đã chiếm vị trí tháng 7 trong lịch sự kiện của WWE trước khi chuyển sang tháng 6 từ năm 2014 đến năm 2018, sau đó, sự kiện được tổ chức vào tháng 5 trước khi trở lại vị trí ban đầu là tháng 7 vào năm 2021. Sự kiện được giới thiệu trong thời gian mở rộng thương hiệu đầu tiên của WWE và các sự kiện vào năm 2010 và 2011 có sự góp mặt của các đô vật từ cả thương hiệu Raw và SmackDown. Lần chia tách thương hiệu đầu tiên sau đó kết thúc vào tháng 8 năm 2011. Vào giữa năm 2016, việc mở rộng thương hiệu đã được khôi phục và sự kiện năm 2017 được tổ chức độc quyền cho SmackDown. Tuy nhiên, sau WrestleMania 34 vào tháng 4 năm 2018, các PPV độc quyền của thương hiệu đã bị ngừng. Sự kiện năm 2023 được tổ chức tại Luân Đôn, Anh do đó trở thành sự kiện đầu tiên diễn ra bên ngoài Hoa Kỳ, trong khi sự kiện năm 2024 là sự kiện đầu tiên được tổ chức tại Canada. Trong khi trận đấu cùng tên ban đầu chỉ dành cho đô vật nam, sự kiện năm 2017 đã có phiên bản dành cho nữ đầu tiên và các sự kiện kể từ đó đã có hai trận đấu, một dành cho nam và một dành cho nữ.

## Khái niệm
Trung tâm của sự kiện pay-per-view "Money in the Bank" là xung quanh ladder match (trận đấu dùng thang), giải thưởng của nó là một chiếc cặp chứa một hợp đồng cho một trận đấu tranh đai vô địch. Người giành được hợp đồng này (chứa trong chiếc cặp nhiều màu sắc khác nhau dưới đây) sau đó có thể đổi hợp đồng tại một thời điểm và địa điểm lựa chọn của họ bất cứ lúc nào trong năm tới - bắt đầu từ đêm họ giành chiến thắng trong cặp - cho một trận đấu tranh đai vô địch.
Chừng nào mà WWE Championship và World Heavyweight Championship tồn tại như tiêu đề riêng biệt, mỗi pay-per-view diễn ra hàng năm đều có 2 trận đấu "Money in the Bank" đặc trưng, mỗi trận tranh đấu cho một hợp đồng cho một trong hai chức vô địch. Sau khi hai danh hiệu được thống nhất vào tháng 12 năm 2013, một hợp đồng cho WWE World Heavyweight Championship hiện tại được thống nhất trở thành phần thưởng của trận đấu "Money in the Bank" duy nhất. Tuy nhiên, trong năm 2014 và 2015 chức vô địch cũng được tranh giành tại trận đấu dùng thang.

## Nhạc chủ đề
Money in the Bank là sự kiện pay-per-view của WWE duy nhất với nhạc chủ đề được dùng thường xuyên, giống như tất cả nhưng sự kiện đầu tiên được dùng "Money in the Bank" được sáng tác bởi nhạc sĩ WWE Jim Johnston như là bài hát chủ đề của nó. Điều này trái ngược hoàn toàn với sự kiện pay-per-view khác, trong đó sử dụng các bài hát được tài trợ bởi các nghệ sĩ thu âm chính, đó là trường hợp với sự kiện đầu tiên sử dụng "Money" bởi I Fight Dragons. Trước sự ra đời của pay-per-view, bài hát "Money in the Bank" được sử dụng như nhạc nền chào sân cho Donald Trump cho sự xuất hiện đông đảo khách mời của ông trên truyền hình WWE.. Từ năm 2019, bài hát "Gotta Get That" được sử dụng, được viết bởi nhà soạn nhạc nội bộ hiện tại của WWE.

## Thời gian và địa điểm
|  | SmackDown - tổ chức riêng |

| Sự kiện                  | Thời gian | Thành phố                              | Địa điểm                                        | Trận đấu tâm điểm | Người thắng MITB                                                                  |
| ------------------------ | --------- | -------------------------------------- | ----------------------------------------------- | --- | --------------------------------------------------------------------------------- |
| Money in the Bank (2010) | 18/7/2010 | Kansas City, Missouri                  | Sprint Center                                   | Sheamus (c) vs. John Cena in a Steel Cage match for the WWE Championship | The Miz - (Raw) Kane - (SmackDown)                                                |
| Money in the Bank (2011) | 17/7/2011 | Rosemont, Illinois                     | Allstate Arena                                  | John Cena (c) vs. CM Punk for the WWE Championship | Alberto Del Rio - (Raw) Daniel Bryan - (Smackdown)                                |
| Money in the Bank (2012) | 15/7/2012 | Phoenix, Arizona                       | US Airways Center                               | John Cena vs. Kane vs. Big Show vs. Chris Jericho vs. The Miz in a Money in the Bank ladder match for the WWE Championship contract | John Cena - (WWE Championship) Dolph Ziggler - (World Heavyweight Championship)   |
| Money in the Bank (2013) | 14/7/2013 | Philadelphia, Pennsylvania             | Wells Fargo Center                              | Randy Orton vs. Rob Van Dam vs. Christian vs. Daniel Bryan vs. CM Punk vs. Sheamus in an "All-Stars" Money in the Bank ladder match for the WWE Championship contract                                                                       | Randy Orton - (WWE Championship) Damien Sandow - (World Heavyweight Championship) |
| Money in the Bank (2014) | 29/6/2014 | Boston, Massachusetts                  | TD Garden                                       | John Cena vs. Alberto Del Rio vs. Randy Orton vs. Sheamus vs. Bray Wyatt vs. Roman Reigns vs. Kane vs.Cesaro in a Ladder match for the vacated WWE World Heavyweight Championship                                                           | Seth Rollins                                                                      |
| Money in the Bank (2015) | 14/6/2015 | Columbus, Ohio                         | Nationwide Arena                                | Seth Rollins (c) vs. Dean Ambrose in a Ladder match for the WWE World Heavyweight Championship | Sheamus                                                                           |
| Money in the Bank (2016) | 19/6/2016 | Paradise, Nevada                       | T-Mobile Arena                                  | Roman Reigns (c) vs. Seth Rollins for the WWE World Heavyweight Championship | Dean Ambrose - World championship match contract                                  |
| Money in the Bank (2017) | 18/6/2017 | St. Louis, Missouri                    | Scottrade Center                                | Baron Corbin vs. AJ Styles vs. Shinsuke Nakamura vs. Dolph Ziggler vs. Kevin Owens vs. Sami Zayn in a Money in the Bank ladder match for a WWE Championship contract                                                                        | Carmella - (WWE SmackDown Women's Championship)                                   |
| Money in the Bank (2017) | 18/6/2017 | St. Louis, Missouri                    | Scottrade Center                                | Baron Corbin vs. AJ Styles vs. Shinsuke Nakamura vs. Dolph Ziggler vs. Kevin Owens vs. Sami Zayn in a Money in the Bank ladder match for a WWE Championship contract                                                                        | Baron Corbin - (WWE Championship)                                                 |
| Money in the Bank (2018) | 17/6/2018 | Rosemont, Illinois                     | Allstate Arena                                  | Braun Strowman vs Bobby Roode vs Finn Bálor vs Kevin Owens vs Kofi Kingston vs Rusev vs Samoa Joe vs The Miz for a world championship match contract                                                                                        | Alexa Bliss - (WWE Raw Women's Championship)                                      |
| Money in the Bank (2018) | 17/6/2018 | Rosemont, Illinois                     | Allstate Arena                                  | Braun Strowman vs Bobby Roode vs Finn Bálor vs Kevin Owens vs Kofi Kingston vs Rusev vs Samoa Joe vs The Miz for a world championship match contract                                                                                        | Braun Strowman - World championship match contract                                |
| Money in the Bank (2019) | 19/5/2019 | Hartford, Connecticut                  | XL Center                                       | Ali vs Andrade vs Baron Corbin vs Brock Lesnar vs Drew McIntyre vs Finn Bálor vs Randy Orton vs Ricochet for a world championship match contract                                                                                            | Bayley - (WWE SmackDown Women's Championship)                                     |
| Money in the Bank (2019) | 19/5/2019 | Hartford, Connecticut                  | XL Center                                       | Ali vs Andrade vs Baron Corbin vs Brock Lesnar vs Drew McIntyre vs Finn Bálor vs Randy Orton vs Ricochet for a world championship match contract                                                                                            | Brock Lesnar - World championship match contract                                  |
| Money in the Bank (2020) | 10/5/2020 | Orlando, Florida Stamford, Connecticut | WWE Performance Center, WWE Global Headquarters | Asuka vs Carmella vs Dana Brooke vs Lacey Evans vs Nia Jax vs Shayna Baszler for the women's championship match AJ. Styles vs Aleister Black vs Daniel Bryan vs King Corbin vs Otis vs Rey Mysterio for a world championship match contract | Asuka - (WWE Raw Women's Championship)                                            |
| Money in the Bank (2020) | 10/5/2020 | Orlando, Florida Stamford, Connecticut | WWE Performance Center, WWE Global Headquarters | Asuka vs Carmella vs Dana Brooke vs Lacey Evans vs Nia Jax vs Shayna Baszler for the women's championship match AJ. Styles vs Aleister Black vs Daniel Bryan vs King Corbin vs Otis vs Rey Mysterio for a world championship match contract | Otis - World championship match contract                                          |
| Money in the Bank (2021) | 18/7/2021 | Fort Worth, Texas                      | Dickies Arena                                   | Roman Reigns vs Edge tranh đai WWE Universal Championship | Nikki A.S.H - (WWE Raw Women's Championship)                                      |
| Money in the Bank (2021) | 18/7/2021 | Fort Worth, Texas                      | Dickies Arena                                   | Roman Reigns vs Edge tranh đai WWE Universal Championship | Big E - World championship match contract                                         |
| Money in the Bank (2022) | 2/7/2022  | Paradise, Nevada                       | MGM Grand Garden Arena                          | Drew McIntyre vs Madcap Moss vs Omos vs Riddle vs Sami Zayn vs Seth "Freakin" Rollins vs Sheamus vs Theory trong trận đấu Money in the Bank ladder match giành cơ hội tham dự trận đấu tranh đai vô địch nam                                | Liv Morgan – Bất kể trận đấu tranh đai vô địch nam                                |
| Money in the Bank (2022) | 2/7/2022  | Paradise, Nevada                       | MGM Grand Garden Arena                          | Drew McIntyre vs Madcap Moss vs Omos vs Riddle vs Sami Zayn vs Seth "Freakin" Rollins vs Sheamus vs Theory trong trận đấu Money in the Bank ladder match giành cơ hội tham dự trận đấu tranh đai vô địch nam                                | Theory – Bất kể trận đấu tranh đai vô địch nam                                    |
| Money in the Bank (2023) | 1/7/2023  | Luân Đôn, Anh                          | The O2 Arena                                    | The Bloodline (Roman Reigns và Solo Sikoa) vs The Usos (Jimmy Uso và Jey Uso) | Iyo Sky – Bất kể trận đấu tranh đai vô địch nữ                                    |
| Money in the Bank (2023) | 1/7/2023  | Luân Đôn, Anh                          | The O2 Arena                                    | The Bloodline (Roman Reigns và Solo Sikoa) vs The Usos (Jimmy Uso và Jey Uso) | Damian Priest – Bất kể trận đấu tranh đai vô địch nam                             |
| Money in the Bank (2024) | 6/7/2024  | Toronto, Ontario, Canada               | Scotiabank Arena                                | Cody Rhodes, Randy Orton và Kevin Owens vs The Bloodline (Solo Sikoa, Tama Tonga và Jacob Fatu) | Drew McIntyre – Bất kể trận đấu tranh đai vô địch nam                             |
| Money in the Bank (2024) | 6/7/2024  | Toronto, Ontario, Canada               | Scotiabank Arena                                | Cody Rhodes, Randy Orton và Kevin Owens vs The Bloodline (Solo Sikoa, Tama Tonga và Jacob Fatu) | Tiffany Stratton – Bất kể trận đấu tranh đai vô địch nữ                           |
| Money in the Bank (2025) | 7/6/2025  | Inglewood, California                  | Intuit Dome                                     | |                                                                                   |
| Money in the Bank (2025) | 7/6/2025  | Inglewood, California                  | Intuit Dome                                     | |                                                                                   |

Ghi chú:
1. ↑  James Ellsworth retrieved the briefcase for Carmella. On the following episode of SmackDown Live, Carmella was forced to relinquish the briefcase and a Women's Money in the Bank ladder match rematch was scheduled for the June 27 episode with Ellsworth banned from ringside.